# Farinole
Farinole (korziško Ferringule) je naselje in občina v francoskem departmaju Haute-Corse regije - otoka Korzika. Leta 2006 je naselje imelo 210 prebivalcev.

## Geografija
Kraj leži v severnem delu otoka Korzike nad zalivom Saint-Florent, 21 km zahodno od središča Bastie.

## Uprava
Občina Farinole skupaj s sosednjimi občinami Barbaggio, Oletta, Olmeta-di-Tuda, Patrimonio, Poggio-d'Oletta, Saint-Florent in Vallecalle sestavlja kanton Conca-d'Oro s sedežem v Oletti. Kanton je sestavni del okrožja Calvi.

## Zanimivosti
- cerkev sv. Kozme in Damjana, zaselek Bracolaccia,
- ruševine nekdanjega samostana Marianda iz začetka 17. stoletja,
- genovski stolp Torra di Ferringule,
- grajski stolp, zaselek Poggio/Poghju.

- cerkev sv. Kozme in Damjana
- Torra di Ferringule
- Poggio
- Farinole z morja